# Cota (Viseu)
 (janvier 2020).
Si vous disposez d'ouvrages ou d'articles de référence ou si vous connaissez des sites web de qualité traitant du thème abordé ici, merci de compléter l'article en donnant les références utiles à sa vérifiabilité et en les liant à la section « Notes et références ».
Pour les articles homonymes, voir Cota (homonymie).
Cota est une freguesia de la municipalité portugaise de Viseu. Elle comptait 974 habitants en 2011.  
Sa superficie est de 40,50 km², avec une densité de population de 24 hab/km².